# 長形布氏蟹
長形布氏蟹是梭子蟹總科布氏蟹科布氏蟹屬之下四個物種之一。其种加词“elongata”意为“长的”。

## 分佈
本物種見於新喀里多尼亞的專屬經濟水域；而2017年亦首度於台灣發現。